# Vermelhinho
Carlos Manuel Oliveiros Silva, detto Vermelhinho (São João da Madeira, 9 marzo 1959), è un ex calciatore portoghese, di ruolo centrocampista.

## Palmarès

### Giocatore

#### Competizioni nazionali
- Campionato portoghese: 2

Porto: 1984-1985, 1985-1986
- Coppa del Portogallo: 1

Porto: 1983-1984
- Supercoppa di Portogallo: 4

Porto: 1981, 1983, 1984, 1986

#### Competizioni internazionali
- Coppa dei Campioni: 1

Porto: 1986-1987